# Aphelandra maculata
Aphelandra maculata là một loài thực vật có hoa trong họ Ô rô. Loài này được (Tafalla ex Nees) Voss mô tả khoa học đầu tiên năm 1894.